# Wilhelm od Uracha
Princ Wilhelm Karl Florestan Gero Crescentius, vojvoda od Uracha, grof württemberški (Monaco, 30. svibnja 1864. – Rapallo, 24. ožujka 1928.) je bio vojvoda od Uracha, te jedno vrijeme izabrani litavski kralj pod imenom Mindaugas II. Bio je i vojni zapovjednik, te je tijekom Prvog svjetskog rata zapovijedao 26. pješačkom divizijom i LXIV. korpus na Zapadnom, Istočnom i Balkanskom bojištu.

## Obitelj
Wilhelm od Uracha je pod punim imenom Wilhelm Karl Florestan Gero Crescentius rođen 30. svibnja 1864. u Monacu. Sin je Wilhelma I., prvog vojvode od Uracha i njegove druge supruge princeze Florestine od Monaka, povremene regentice Monaka i kćeri Florestana I. S četiri godine Wilhelm je naslijedio očevu titulu vojvode od Uracha. Većinu djetinjstva proveo je u Monaku gdje je njegova majka Florestina rukovodila vladom tijekom dugih oceanografskih ekspedicija njezinog nećaka Alberta I., princa od Monaka.
Wilhelm se ženio dva puta. Godine 1892. oženio se s vojvotkinjom Amelie Bavarskom, kćeri Karla-Theodora, vojvode od Bavarske, nećakinjom austrougarske carice Elizabete, te direktnom nasljednicom litavske princeze Ludovike Karoline Radziwill. S Amelie je imao devetoro djece i to princeze Mariu Gabrielu (rođenu 1893.), Elizabetu (rođenu 1894.), Karolu (rođenu 1896.). Margaretu (rođenu 1901.) i Mechtildu (rođenu 1912.), te prinčeve Wilhelma (rođenog 1897.), Karla Geru (rođenog 1899.), Albrechta (rođenog 1903.) i Eberharda (rođenog 1907.). Prva Wilhelmova supruga Amelie preminula je 1912., nakon čega je Wilhelm 1924. godine sklopio brak s princezom Wiltrud od Bavarske, kćeri bavarskog kralja Ludviga III. S istom nije imao djece.

## Pretendent na prijestolja
Preko svoje majke Florestine Wilhelm je bio legitimni pretendent na krunu Monaka. Wilhelmov rođak princ Albert I. je imao samo jednog sina Luja koji nije bio oženjen te nije imao zakonite djece. Francuska međutim, nije željela da njemački princ vlada Monakom. Stoga je pod francuskim pritiskom 1911. donesen zakon kojim je Lujovoj izvanbračnoj kćeri Charlotti omogućeno da je prizna i 1918. usvoji njen djed princ Albert I. od Monaka Time je Wilhelm postao treći u redu za monegaško prijestolje iza Luja i Charlotte. U srpnju 1918. sklopljen je između Francuske i Monaka kojim je predviđeno da svi budući prinčevi ili princeze Monaka moraju biti francuski ili mongaški državljani, te da moraju imati odobrenje francuske vlade da naslijede monegašku krunu. Nakon tog sporazuma i nakon što je princ Luj II. preuzeo monegaško prijestolje 1922. godine, Wilhelm se 1924. odrekao prava na monagašku krunu u korist svojih daljnjih francuskih rođaka grofova od Chabrillana.
Godine 1913. Wilhelm je bio među kandidatima koje se razmatralo za kralja Albanije. Podržavale su ga katoličke grupe sa sjevera Albanije, te je Wilhelm prisustvovao Albanskom kongresu u Trstu koji je razmatrao to pitanje. Na kraju, početkom 1914. za kralja Albanije izabran je princ Wilhelm od Wieda. Tijekom rata 1917. godine Wilhelm je razmatrao da ga se imenuje velikim vojvodom Alsace-Lorene nakon što rat bude završen.

## Vojna karijera
Wilhelm je kao tipični predstavnik plemićke obitelji stupio u württemberšku vojsku u listopadu 1883. godine. U istoj je čin poručnika dostigao u lipnju 1888., dok je u lipnju 1891. promaknut u čin konjičkog satnika (rittmeistera). Potom služi u XIII. kraljevskom württemberškom korpusu u Stuttgartu, nakon čega je u veljači 1897. unaprijeđen u čin bojnika. Nakon toga imenovan je najprije privremenim, a od travnja 1903., trajnim zapovjednikom 6. tirinške ulanske pukovnije koja je imala sjedište stožera u Hanauu. Istodobno s tim imenovanjem, promaknut je u čin potpukovnika. Predmetnom pukovnijom zapovijeda do travnja 1906. kada postaje zapovjednikom 25. dragunske pukovnije "Kraljica Olga". Prije tog imenovanja, u veljači 1906., unaprijeđen je u čin pukovnika. Od listopada 1908. zapovijeda 26. konjičkom brigadom, nakon čega je u ožujku 1910. promaknut u čin general bojnika. U rujnu 1912. imenovan je zapovjednikom 26. pješačke divizije zamijenivši na tom mjestu Friedricha von Geroka. Navedenom divizijom zapovijeda i na početku Prvog svjetskog rata. Istodobno s tim imenovanjem unaprijeđen je u čin general poručnika.

## Prvi svjetski rat
Na početku Prvog svjetskog rata 26. pješačka divizija nalazila se u sastavu 5. armije kojom je na Zapadnom bojištu zapovijedao prijestolonasljednik Vilim. Zapovijedajući 26. pješačkom divizijom Wilhelm sudjeluje u prodoru preko Luksemburga i opsadi Longwyja. U listopadu 1914. divizija je premještena u Flandriju u sastav 6. armije gdje sudjeluje u borbama oko Lillea, te potom u Bitci kod La Basseea i Prvoj bitci kod Ypresa.
U studenom 1914. Wilhelm je s 26. pješačkom divizijom premješten na Istočno bojište gdje u sastavu 9. armije sudjeluje u borbama kod Sannikija i na Bzuri. Od ožujka 1915. divizija se nalazi u sastavu 12. armije pod zapovjedništvom Maxa von Gallwitza u sastavu koje u lipnju sudjeluje u Narevskoj ofenzivi. U listopadu 1915. 26. pješačka divizija je ponovno premještena, ovaj put na Balkansko bojište, i to u sastav austrougarske 3. armije kojom je zapovijedao Hermann Kövess. Divizija sudjeluje u invaziji na Srbiju u kojoj kod Beograda prelazi rijeku Savu, te progoni neprijatelja preko Gornjeg Milanovca do Kraljeva.
U prosincu 1915. divizija je ponovno vraćena na Zapadno bojište u sastav 4. armije gdje drži položaje u Flandriji oko Ypresa. U kolovozu 1916. ulazi u sastav 1. armije u sklopu koje sudjeluje u Bitci na Sommi u kojoj je divizija pretrpjela teške gubitke. U siječnju 1917. Wilhelm je imenovan zapovjednikom novoformiranog LIV. korpusa. Istodobno s tim imenovanjem promaknut je i u čin generala konjice. Navedenim korpusom koji se nalazio u sastavu Armijskog odjela B zapovijedao je sve do kraja rata.

## Kralj Litve
Nakon što je u veljači 1918. pod njemačkim patronatom proglašena neovisnost Litve, Litavsko vijeće izglasalo je da se pozove Wilhelma da postane kraljem Litve. On je bio podoban kandidat za to mjesto jer je bio rimokatolik, te nije bio član dinastije Hohenzollern kojoj je pripadao njemački car Vilim. Osim toga, ako Centralne sile dobiju rat, Litva je mogla očekivati njemačku pomoć u slučaju ruskih pretenzija, a i sam Wilhelm je imao istaknutu vojničku karijeru. Wilhelm je pristao, te je 11. srpnja 1918. izabran za kralja pod imenom Mindaugas II. Prema sporazumu s Litavskim vijećem Wilhelm je trebao živjeti u Litvi, te naučiti litavski jezik. Međutim, Wilhelm nikada nije došao u Litvu koju čak nije nikada niti posjetio, iako je počeo učiti litavski jezik. Nakon nekoliko mjeseci nakon što je bio izabran za kralja postalo je jasno da će Njemačka izgubiti rat, nakon čega je Litavsko vijeće 2. studenog 1918. opozvalo svoju odluku o izboru Wilhelma za kralja.

## Poslije rata
Nakon što je u listopadu 1921. bez nasljednika preminuo württemberški kralj Wilhelm II., Urach ga je tehnički kao najbliži muški rođak trebao naslijediti. To se međutim, zbog morganatskog braka njegovih roditelja nije dogodilo tako da je Wilhelma II. naslijedio vojvoda Albrecht.
Wilhelm od Uracha preminuo je 24. ožujka 1928. godine u 64. godini života u Rapallu.